# La Luz, Querétaro Arteaga
La Luz är en ort i Mexiko.   Den ligger i kommunen Querétaro och delstaten Querétaro Arteaga, i den centrala delen av landet, 210 km nordväst om huvudstaden Mexico City. La Luz ligger 2 118 meter över havet och antalet invånare är 1 659.
Terrängen runt La Luz är huvudsakligen kuperad, men söderut är den platt. Runt La Luz är det ganska tätbefolkat, med 144 invånare per kvadratkilometer. Närmaste större samhälle är Santa Rosa Jauregui, 14,2 km söder om La Luz. Trakten runt La Luz består i huvudsak av gräsmarker.